# Linux Mint
Linux Mint è una distribuzione GNU/Linux per personal computer, basata su Ubuntu o su Debian.
Ideata da Clement Lefebvre, si focalizza sulla facilità d'uso e di installazione, sulla cura per la coerenza grafica e su una forte attenzione per la libertà dell'utente. Utilizza sia repository propri sia quelli di Ubuntu. Nel 2011 è diventata la distribuzione più consultata su DistroWatch superando la stessa Ubuntu.

## Storia
La prima versione, chiamata "Ada", è uscita nel 2006; le prime versioni venivano pubblicate ogni sei mesi circa. Al rilascio della versione 17 "Qiana", il 31 maggio 2014, gli sviluppatori della distribuzione decisero che tutti i successivi rilasci di Linux Mint sarebbero stati basati su versioni LTS di Ubuntu, fornendo tuttavia anche aggiornamenti intermedi, riconoscibili dal numero di rilascio dopo quello di versione, separati dal punto e sempre basati sulla medesima versione LTS. La versione 18 è stata l'ultima ad essere disponibile anche con KDE.

## Descrizione

### Caratteristiche generali

Logo di Linux Mint

Si pone di garantire un'esperienza con menù applicazioni e ambiente desktop ispirati a quelli tradizionali di Windows, e utilizza gli stessi repository di Ubuntu e viene distribuita in quattro versioni di cui una basata direttamente su Debian anziché su Ubuntu. È disponibile con diversi ambienti desktop, quello ufficiale è Cinnamon, sviluppato direttamente dal team, e sono attualmente supportati e distribuiti ufficialmente anche MATE e Xfce, mentre la versione basata su Debian viene fornita solo con Cinnamon.
Mint è stata spesso nominata come la miglior distribuzione Linux per principianti, grazie alla sua natura "pronta all'uso" dovuta alle applicazioni già installate di default e alla presenza di codec proprietari (come il supporto agli MP3 e a Flash).

### Installazione
L'installazione di Linux Mint solitamente si effettua con il Live CD o con penna USB. Il sistema operativo può essere eseguito direttamente dal media di installazione (sebbene con una significativa perdita di prestazioni), permettendo così agli utenti di provare Linux Mint ed eventualmente scovare delle incompatibilità hardware o mancanza di driver prima di effettuare l'installazione. Il media di installazione contiene anche l'installatore Ubiquity, che guida l'utente attraverso le singole fasi dell'installazione. Le immagini iso di tutte le versioni correnti e precedenti sono disponibili per il download sul sito ufficiale del progetto. L'installazione richiede un minimo di 2 GB di memoria RAM, e gli utenti possono scaricare un'immagine (.iso), che può venire scritta su un dispositivo fisico (DVD), oppure eseguita direttamente da disco fisso o penna USB (tramite UNetbootin o GRUB).
Uno strumento di migrazione da Microsoft Windows, chiamato Migration Assistant (Assistente alla migrazione), introdotto nell'aprile del 2007, può essere utilizzato per importare segnalibri, sfondi del desktop, e diverse impostazioni da una installazione esistente di Microsoft Windows. Linux Mint può essere avviato ed eseguito da una chiavetta USB (sempre che il BIOS lo supporti), con la possibilità di salvare le impostazioni nella chiave. Ciò permette di ottenere un'installazione portatile che può essere eseguita su un qualunque PC che permetta l'avvio da un dispositivo USB. Nelle versioni più recenti di Linux Mint l'Ubuntu Live USB creator permette di installare Linux Mint su una penna USB (con o senza un Live CD); a differenza di Ubuntu non è prevista però la possibilità di una installazione minimale.

### Software proprio
Oltre a Cinnamon, comprende uno strumento - il "Gestore aggiornamenti" - che consente di gestire l'aggiornamento degli applicativi e gli avanzamenti fra le versioni minori (x.1, x.2...), e lo "Strumento di aggiornamento" (mintupgrade) che consente di effettuare la simulazione e l’aggiornamento fra versioni maggiori (di LTS in LTS).
Dal 2016 sono inoltre sviluppati e/o mantenuti diversi altri programmi applicativi sviluppati in C o Python, denominati X-Apps, per la visualizzazione di documenti, la raccolta di immagini, la visione delle IP-tv, ecc. Tali programmi spesso derivano da fork di altri progetti mentre talvolta sono realizzati ex novo dal team di Mint, con l'obiettivo di essere compatibili con qualunque distribuzione basata su GTK e non solo specifici di Mint.
Fino al 2013 era disponibile l'installatore "Mint4Win", che consentiva di poter provare la distribuzione linux su PC con installato Windows. Era basato su Wubi ed era incluso nel Live CD, potendo poi essere rimosso come un qualunque altro programma attraverso il pannello di controllo.

### Differenze con Ubuntu
Le differenze fondamentali comprendono i temi, i codec multimediali, applicativi generici nonché una collezione di strumenti di configurazione progettati per semplificare l'utilizzo del sistema da parte degli utenti. A partire dalla versione 6, ogni release è basata su Ubuntu, mentre prima erano basate sulla precedente versione di Linux Mint; e la maggior parte dei pacchetti sono gli stessi presenti nei repository Ubuntu. Altra differenza importante è l'assenza di default del supporto al formato snap, a partire dalla versione 20.04,
Dal punto di vista progettuale, le principali differenze sono:
- Il sistema è sempre basato su una versione con supporto esteso (LTS), a differenza di Ubuntu per il quale non tutte le versioni sono LTS. Questo comporta che i componenti base del sistema (fra cui il kernel) vengono aggiornati a versioni successive ogni circa 1 anno e mezzo (da una versione LTS di Ubuntu all'altra) fornendo maggior stabilità a scapito delle ultime novità. Tale politica è mitigata dal rilascio delle versioni intermedie (per es. 21>21.1) che aggiornano l'ambiente desktop ed alcuni pacchetti applicativi, pur lasciando immutata la base LTS. Tutti i passaggi di versione possono essere fatti tramite interfaccia grafica.
- Utilizzo di software proprietario: Linux Mint favorisce la diffusione delle tecnologie open source, ma considera anche alternative del mondo proprietario, e l'esperienza dell'utente viene prima dei problemi di licenza;
- Linux Mint raccomandava -a differenza di Ubuntu- di non aggiornare i pacchetti che possono attaccare la stabilità del sistema. Tale politica è stata abbandonata a seguito dell’introduzione di uno strumento di ripristino di sistema che può effettuare automaticamente o manualmente delle istantanee dei file di sistema e permettere il ripristino in caso di problemi.

## Versioni

### Edizioni basate su Ubuntu
Dopo aver seguito per diversi anni (fino alla versione 16, basata su Ubuntu 13.10) il ciclo di rilascio semestrale di Ubuntu, il team di sviluppo di Linux Mint, ha deciso dalla serie 17.x di basarsi esclusivamente sulle versioni LTS della distribuzione sviluppata da Canonical. L'ultima serie 22 è basata su Ubuntu 24.04 LTS, ed è stata pubblicata con 3 ambienti desktop differenti, Cinnamon, MATE e Xfce (come la 20, in quanto dalla 19 l'ambiente KDE non è più proposto). Dalla versione 20 in poi è disponibile solo a 64 bit mentre in precedenza erano disponibili anche versioni a 32 bit. È stato anche annunciato che con la serie 22, gli aggiornamenti minori (22.x) seguiranno il ciclo di aggiornamenti del kernel "Hardware Enablement" (HWE) di Ubuntu, per garantire un maggior supporto immediato al nuovo hardware.

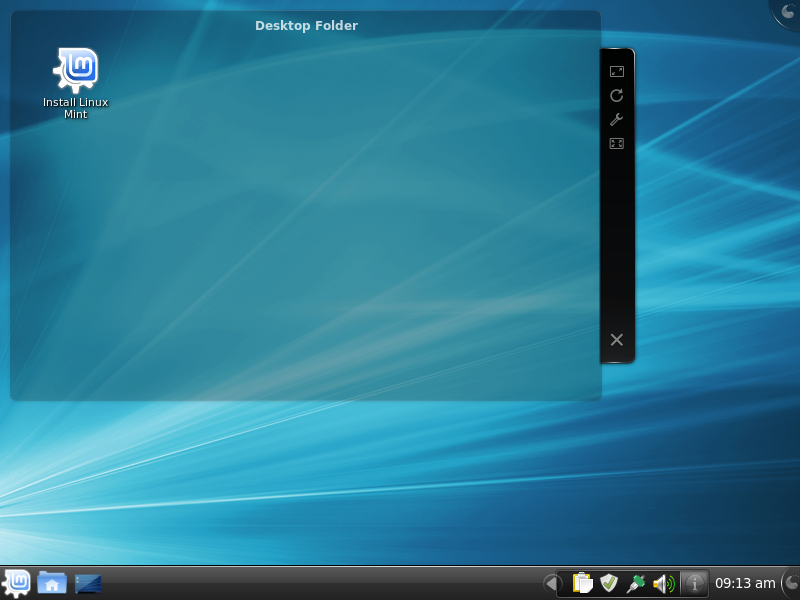
Linux Mint 9 Versione KDE

Fino alla versione 17.3, le immagini iso della distribuzione erano già dotate dei componenti non liberi, come i codec, quindi i contenuti multimediali ed i siti web con animazioni in Adobe Flash potevano essere visualizzati correttamente anche usando i DVD in modalità live. Nell'Aprile del 2016, sul sito ufficiale i curatori della distribuzione hanno reso noto di non voler più rilasciare distribuzioni già dotate dei codec non liberi. La prima versione a seguire questa politica è stata la successiva, Linux Mint 18 (nome in codice Sarah), basata su Ubuntu 16.04.
L'ambiente desktop KDE fu l'unico ad essere pubblicato nella versione 1.0 (Ada), cadde poi in disuso e diverse edizioni di Linux Mint vennero pubblicate con il solo supporto a GNOME o altri ambienti più leggeri. A partire dall'edizione 5 (Elyssa) è tornato ad essere distribuito con continuità, fino alla versione 18.3 (Sylvia), per poi essere nuovamente abbandonato con Linux Mint 19 (Tara) ma con la possibilità di installarlo in un secondo momento. Attualmente, la versione KDE è stata abbandonata, perché non rientra negli scopi del team di Linux Mint.

#### Cronologia delle versioni
| versione | nome in codice | edizione          | ambiente desktop     | codice base                                          | versione di Ubuntu per repository | data di pubblicazione | fine del supporto | note                                   |
| -------- | -------------- | ----------------- | -------------------- | ---------------------------------------------------- | --------------------------------- | --------------------- | ----------------- | -------------------------------------- |
| 1.0      | Ada            | Main              | KDE                  | Kubuntu Dapper Drake                                 | Dapper                            | 27/08/06              |                   |                                        |
| 2.0      | Barbara        | Main              | GNOME                | Ubuntu Edgy Eft                                      | Edgy                              | 13/11/06              |                   |                                        |
| 2.1      | Bea            | Main              | GNOME                | Ubuntu Edgy Eft                                      | Edgy                              | 20/12/06              |                   |                                        |
| 2.2      | Bianca         | Main              | GNOME                | Ubuntu Edgy Eft                                      | Edgy                              | 20/02/07              |                   |                                        |
| 2.2      | Bianca         | Light             | GNOME                | Ubuntu Edgy Eft                                      | Edgy                              | 29/03/07              |                   |                                        |
| 2.2      | Bianca         | KDE               | KDE                  | Kubuntu Edgy Eft                                     | Edgy                              | 20/04/07              |                   |                                        |
| 2.2      | Bianca         | miniKDE           | KDE                  | Kubuntu Edgy Eft                                     | Edgy                              | 2007                  |                   |                                        |
| 3.0      | Cassandra      | Main              | GNOME                | Bianca 2.2                                           | Feisty                            | 30/05/07              |                   |                                        |
| 3.0      | Cassandra      | Light             | GNOME                | Cassandra                                            | Feisty                            | 15/06/07              |                   |                                        |
| 3.0      | Cassandra      | KDE CE            | KDE                  | Cassandra                                            | Feisty                            | 14/08/07              |                   |                                        |
| 3.0      | Cassandra      | MiniKDE CE        | KDE                  | Cassandra                                            | Feisty                            | 14/08/07              |                   |                                        |
| 3.0      | Cassandra      | Xfce CE           | Xfce                 | Cassandra                                            | Feisty                            | 07/08/07              |                   |                                        |
| 3.1      | Celena         | Main              | GNOME                | Cassandra                                            | Feisty                            | 24/09/07              |                   |                                        |
| 3.1      | Celena         | Light             | GNOME                | Celena                                               | Feisty                            | 01/10/07              |                   |                                        |
| 4.0      | Daryna         | Main              | GNOME                | Celena                                               | Gutsy                             | 15/10/07              |                   |                                        |
| 4.0      | Daryna         | Light             | GNOME                | Daryna                                               | Gutsy                             | 15/10/07              |                   |                                        |
| 5        | Elyssa         | Main              | GNOME                | Ubuntu Hardy Heron                                   | Hardy                             | 08/06/08              |                   |                                        |
| 5        | Elyssa         | Light             | GNOME                | Elyssa                                               | Hardy                             | 08/06/08              |                   |                                        |
| 5        | Elyssa         | KDE CE            | KDE                  | Elyssa                                               | Hardy                             | 15/09/08              |                   |                                        |
| 5        | Elyssa         | XFCE CE           | Xfce                 | Elyssa                                               | Hardy                             | 08/09/08              |                   |                                        |
| 5        | Elyssa         | x64               | GNOME                | Ubuntu Hardy Heron 64bit                             | Hardy                             | 18/10/08              |                   |                                        |
| 5        | Elyssa         | Fluxbox CE        | Fluxbox              | Elyssa                                               | Hardy                             | 21/10/08              |                   |                                        |
| 6        | Felicia        | Main              | GNOME                | Ubuntu Intrepid Ibex                                 | Intrepid                          | 15/12/08              |                   |                                        |
| 6        | Felicia        | Universal Edition | GNOME                | Ubuntu Intrepid Ibex                                 | Intrepid                          | 15/12/08              |                   |                                        |
| 6        | Felicia        | Fluxbox CE        | Fluxbox              | Xubuntu Intrepid Ibex                                | Intrepid                          | 07/04/09              |                   |                                        |
| 6        | Felicia        | KDE CE            | KDE                  | Kubuntu Intrepid Ibex                                | Intrepid                          | 08/04/09              |                   |                                        |
| 7        | Gloria         | Main              | GNOME                | Ubuntu Jaunty Jackalope                              | Jaunty                            | 26/05/09              |                   |                                        |
| 7        | Gloria         | KDE CE            | KDE                  | Kubuntu Jaunty Jackalope                             | Jaunty                            | 03/08/09              |                   |                                        |
| 7        | Gloria         | Xfce CE           | Xfce                 | Xubuntu Jaunty Jackalope                             | Jaunty                            | 13/09/09              |                   |                                        |
| 8        | Helena         | Main              | GNOME                | Ubuntu Karmic Koala                                  | Karmic                            | 28/11/09              |                   |                                        |
| 8        | Helena         | Universal Edition | GNOME                | Ubuntu Karmic Koala                                  | Karmic                            | 28/11/09              |                   |                                        |
| 8        | Helena         | x64               | GNOME                | Ubuntu Karmic Koala 64bit                            | Karmic                            | 14/12/09              |                   |                                        |
| 8        | Helena         | KDE CE            | KDE                  | Kubuntu Karmic Koala                                 | Karmic                            | 06/02/10              |                   |                                        |
| 8        | Helena         | FLUXBOX CE        | FLUXBOX              | Xubuntu Karmic Koala                                 | Karmic                            | 12/02/10              |                   |                                        |
| 8        | Helena         | KDE 64 CE         | KDE                  | Kubuntu Karmic Koala 64bit                           | Karmic                            | 12/02/10              |                   |                                        |
| 8        | Helena         | Lxde CE           | Lxde                 | Lubuntu Karmic Koala                                 | Karmic                            | 31/03/10              |                   |                                        |
| 8        | Helena         | Xfce CE           | Xfce                 | Xubuntu Karmic Koala                                 | Karmic                            | 31/03/10              |                   |                                        |
| 9        | Isadora        | Main-x64          | GNOME                | Ubuntu Lucid Lynx                                    | Lucid                             | 18/05/10              |                   |                                        |
| 9        | Isadora        | Lxde CE           | Lxde                 | Lubuntu Lucid Lynx                                   | Lucid                             | 18/07/10              |                   |                                        |
| 9        | Isadora        | KDE-KDE 64        | KDE                  | Kubuntu Lucid Lynx                                   | Lucid                             | 27/07/10              |                   |                                        |
| 9        | Isadora        | Xfce CE           | Xfce                 | Xubuntu Lucid Lynx                                   | Lucid                             | 24/08/10              |                   |                                        |
| 9        | Isadora        | FLUXBOX CE        | FLUXBOX              | Xubuntu Lucid Lynx                                   | Lucid                             | 06/09/10              |                   |                                        |
| 10       | Julia          | Main-x64          | GNOME                | Ubuntu Maverick Meerkat                              | Maverick                          | 12/11/10              |                   |                                        |
| 10       | Julia          | KDE-KDE 64        | KDE                  | Kubuntu Maverick Meerkat                             | Maverick                          | 23/02/11              |                   |                                        |
| 10       | Julia          | Lxde              | Lxde                 | Lubuntu Maverick Meerkat                             | Maverick                          | 16/03/11              | ottobre 2012      |                                        |
| 11       | Katya          | Main-x64          | GNOME                | Ubuntu Natty Narwhal                                 | Natty                             | 26/05/11              | ottobre 2012      |                                        |
| 11       | Katya          | Lxde              | Lxde                 | Lubuntu Natty Narwhal                                | Natty                             | 16/08/11              | ottobre 2012      |                                        |
| 12       | Lisa           | Main-x64          | GNOME                | Ubuntu Oneiric Ocelot                                | Oneiric                           | 13/11/11              | aprile 2013       |                                        |
| 12       | Lisa           | KDE-KDE 64        | KDE                  | Kubuntu Oneiric Ocelot                               | Oneiric                           | 03/02/12              | aprile 2013       |                                        |
| 12       | Lisa           | Lxde              | Lxde                 | Lubuntu Oneiric Ocelot                               | Oneiric                           | 09/03/12              | aprile 2013       |                                        |
| 13       | Maya           | Main-x64          | Mate/Cinnamon        | Ubuntu Precise Pangolin                              | Precise                           | 23/05/12              | aprile 2017       | very long term support release (LTS)   |
| 13       | Maya           | Xfce-Xfce 64      | Xfce                 | Xubuntu Precise Pangolin                             | Precise                           | 21/07/12              | aprile 2017       | very long term support release (LTS)   |
| 13       | Maya           | KDE-KDE 64        | KDE                  | Kubuntu Precise Pangolin                             | Precise                           | 23/07/12              | aprile 2017       | very long term support release (LTS)   |
| 14       | Nadia          | Main-x64          | Mate/Cinnamon        | Ubuntu Quantal Quetzal                               | Quantal                           | 20/11/12              | aprile 2014       |                                        |
| 14       | Nadia          | KDE-KDE 64        | KDE                  | Kubuntu Quantal Quetzal                              | Quantal                           | 23/12/12              | aprile 2014       |                                        |
| 14       | Nadia          | Xfce-Xfce 64      | Xfce                 | Xubuntu Quantal Quetzal                              | Quantal                           | 21/12/12              | aprile 2014       |                                        |
| 15       | Olivia         | Main-x64          | Mate/Cinnamon        | Ubuntu Raring Ringtail                               | Raring                            | 16/04/13              | gennaio 2014      |                                        |
| 15       | Olivia         | KDE-KDE 64        | KDE                  | Ubuntu Raring Ringtail                               | Raring                            | 16/04/13              | gennaio 2014      |                                        |
| 15       | Olivia         | Xfce-Xfce 64      | Xfce                 | Ubuntu Raring Ringtail                               | Raring                            | 16/04/13              | gennaio 2014      |                                        |
| 16       | Petra          | Main-x64          | Mate/Cinnamon        | Ubuntu Saucy Salamander                              | Saucy                             | 30/11/13              | luglio 2014       |                                        |
| 16       | Petra          | KDE-KDE 64        | KDE                  | Ubuntu Saucy Salamander                              | Saucy                             | 06/12/13              | luglio 2014       |                                        |
| 17       | Qiana          | Main-x64          | Mate/Cinnamon        | Ubuntu Trusty Tahr                                   | Trusty                            | 31/05/14              | aprile 2019       | versione Long Term Support (LTS)       |
| 17.1     | Rebecca        | Main-x64          | Mate/Cinnamon        | Ubuntu Trusty Tahr                                   | Trusty                            | 29/11/14              | 2019              | prima point release della linea 17.x   |
| 17.1     | Rebecca        | Main-x64          | KDE                  | Ubuntu Trusty Tahr                                   | Trusty                            | 08/01/15              | 2019              | prima point release della linea 17.x   |
| 17.1     | Rebecca        | Main-x64          | XFCE                 | Ubuntu Trusty Tahr                                   | Trusty                            | 11/01/15              | 2019              | prima point release della linea 17.x   |
| 17.2     | Rafaela        | Main-x64          | Cinnamon 2.6         | Ubuntu Trusty Tahr                                   | Trusty                            | 30/06/15              | 2019              | seconda point release della linea 17.x |
| 17.2     | Rafaela        | Main-x64          | MATE 1.10            | Ubuntu Trusty Tahr                                   | Trusty                            | 30/06/15              | 2019              | seconda point release della linea 17.x |
| 17.2     | Rafaela        | Main-x64          | KDE 4.14.2           | Ubuntu Trusty Tahr                                   | Trusty                            | 07/08/15              | 2019              | seconda point release della linea 17.x |
| 17.2     | Rafaela        | Main-x64          | Xfce 4.12            | Ubuntu Trusty Tahr                                   | Trusty                            | 07/08/15              | 2019              | seconda point release della linea 17.x |
| 17.3     | Rosa           | Main-x64          | Cinnamon 2.8         | Ubuntu Trusty Tahr                                   | Trusty                            | 04/12/15              | 2019              | terza point release della linea 17.x   |
| 17.3     | Rosa           | Main-x64          | MATE 1.12            | Ubuntu Trusty Tahr                                   | Trusty                            | 04/12/15              | 2019              | terza point release della linea 17.x   |
| 17.3     | Rosa           | Main-x64          | Xfce 4.12            | Ubuntu Trusty Tahr                                   | Trusty                            | 09/01/16              | 2019              | terza point release della linea 17.x   |
| 17.3     | Rosa           | Main-x64          | KDE 4.14             | Ubuntu Trusty Tahr                                   | Trusty                            | 09/01/16              | 2019              | terza point release della linea 17.x   |
| 18       | Sarah          | Main-x64          | Cinnamon 3.0         | Ubuntu Xenial Xerus                                  | Xenial                            | 30/06/16              | 2021              | Versione LTS                           |
| 18       | Sarah          | Main-x64          | MATE 1.14            | Ubuntu Xenial Xerus                                  | Xenial                            | 30/06/16              | 2021              | Versione LTS                           |
| 18       | Sarah          | Main-x64          | Xfce 4.12            | Ubuntu Xenial Xerus                                  | Xenial                            | 02/08/16              | 2021              | Versione LTS                           |
| 18       | Sarah          | Main-x64          | KDE 5.6              | Ubuntu Xenial Xerus                                  | Xenial                            | 09/09/16              | 2021              | Versione LTS                           |
| 18.1     | Serena         | Main-x64          | Cinnamon 3.2         | Ubuntu Xenial Xerus                                  | Xenial                            | 16/12/16              | 2021              | prima point release della linea 18.x   |
| 18.1     | Serena         | Main-x64          | MATE 1.16            | Ubuntu Xenial Xerus                                  | Xenial                            | 16/12/16              | 2021              | prima point release della linea 18.x   |
| 18.1     | Serena         | Main-x64          | Xfce 4.12            | Ubuntu Xenial Xerus                                  | Xenial                            | 27/01/17              | 2021              | prima point release della linea 18.x   |
| 18.1     | Serena         | Main-x64          | KDE 5.8              | Ubuntu Xenial Xerus                                  | Xenial                            | 27/01/17              | 2021              | prima point release della linea 18.x   |
| 18.2     | Sonya          | Main-x64          | Cinnamon 3.4         | Ubuntu Xenial Xerus                                  | Xenial                            | 02/07/17              | 2021              | seconda point release della linea 18.x |
| 18.2     | Sonya          | Main-x64          | MATE 1.18            | Ubuntu Xenial Xerus                                  | Xenial                            | 02/07/17              | 2021              | seconda point release della linea 18.x |
| 18.2     | Sonya          | Main-x64          | Xfce 4.12            | Ubuntu Xenial Xerus                                  | Xenial                            | 02/07/17              | 2021              | seconda point release della linea 18.x |
| 18.2     | Sonya          | Main-x64          | KDE 5.8              | Ubuntu Xenial Xerus                                  | Xenial                            | 02/07/17              | 2021              | seconda point release della linea 18.x |
| 18.3     | Sylvia         | Main-x64          | Cinnamon 3.6         | Ubuntu Xenial Xerus                                  | Xenial                            | 27/11/2017[25]        | 2021              | terza point release della linea 18.x   |
| 18.3     | Sylvia         | Main-x64          | MATE 1.18            | Ubuntu Xenial Xerus                                  | Xenial                            | 27/11/2017[26]        | 2021              | terza point release della linea 18.x   |
| 18.3     | Sylvia         | Main-x64          | Xfce 4.12            | Ubuntu Xenial Xerus                                  | Xenial                            | 15/12/2017[27]        | 2021              | terza point release della linea 18.x   |
| 18.3     | Sylvia         | Main-x64          | KDE 5.8              | Ubuntu Xenial Xerus                                  | Xenial                            | 15/12/2017[28]        | 2021              | terza point release della linea 18.x   |
| 19       | Tara           | Main-x64          | Cinnamon 3.8         | Ubuntu 18.04 LTS Bionic Beaver                       | Bionic                            | 29/06/2018[29]        | 2023              | Versione LTS                           |
| 19       | Tara           | Main-x64          | MATE 1.20            | Ubuntu 18.04 LTS Bionic Beaver                       | Bionic                            | 29/06/2018[30]        | 2023              | Versione LTS                           |
| 19       | Tara           | Main-x64          | Xfce 4.12            | Ubuntu 18.04 LTS Bionic Beaver                       | Bionic                            | 29/06/2018[31]        | 2023              | Versione LTS                           |
| 19.1     | Tessa          | Main-x64          | Cinnamon, MATE, Xfce | Ubuntu 18.04 LTS Bionic Beaver                       | Bionic                            | 19/12/2018            | 2023              | prima point release della linea 19.x   |
| 19.2     | Tina           | Main-x64          | Cinnamon, MATE, Xfce | Ubuntu 18.04 LTS Bionic Beaver                       | Bionic                            | 02/08/2019            | 2023              | seconda point release della linea 19.x |
| 19.3     | Tricia         | Main-x64          | Cinnamon, MATE, Xfce | Ubuntu 18.04 LTS Bionic Beaver                       | Bionic                            | 18/12/2019            | 2023              | terza point release della linea 19.x   |
| 20       | Ulyana         | Main-x64          | Cinnamon, MATE, Xfce | Ubuntu 20.04 LTS Focal Fossa (solo cpu a 64 bit)     | Focal                             | 27/06/2020            | 2025              | LTS - kernel 5.4                       |
| 20.1     | Ulyssa         | Main-x64          | Cinnamon, MATE, Xfce | Ubuntu 20.04 LTS Focal Fossa (solo cpu a 64 bit)     | Focal                             | 08/01/2021            | 2025              | LTS - kernel 5.4                       |
| 20.2     | Uma            | Main-x64          | Cinnamon, MATE, Xfce | Ubuntu 20.04 LTS Focal Fossa (solo cpu a 64 bit)     | Focal                             | 08/07/2021            | 2025              | LTS - kernel 5.4                       |
| 20.3     | Una            | Main-x64          | Cinnamon, MATE, Xfce | Ubuntu 20.04 LTS Focal Fossa (solo cpu a 64 bit)     | Focal                             | 07/01/2022            | 2025              | LTS - kernel 5.4                       |
| 21       | Vanessa        | Main-x64          | Cinnamon, MATE, Xfce | Ubuntu 22.04 LTS Jammy Jellyfish (solo cpu a 64 bit) | Jammy                             | 31/07/2022            | 2027              | LTS - kernel 5.15                      |
| 21.1     | Vera           | Main-x64          | Cinnamon, MATE, Xfce | Ubuntu 22.04 LTS Jammy Jellyfish (solo cpu a 64 bit) | Jammy                             | 20/12/2022            | 2027              | LTS - kernel 5.15                      |
| 21.2     | Victoria       | Main-x64          | Cinnamon, MATE, Xfce | Ubuntu 22.04 LTS Jammy Jellyfish (solo cpu a 64 bit) | Jammy                             | 16/07/2023            | 2027              | LTS - kernel 5.15                      |
| 21.3     | Virginia       | Main-x64          | Cinnamon, MATE, Xfce | Ubuntu 22.04 LTS Jammy Jellyfish (solo cpu a 64 bit) | Jammy                             | 12/01/2024            | 2027              | LTS - kernel 5.15                      |
| 22       | Wilma          | Main-x64          | Cinnamon, MATE, Xfce | Ubuntu 24.04 LTS Noble Numbat (solo cpu a 64 bit)    | Noble                             | 25/07/2024            | 2029              | LTS - kernel 6.8                       |
| 22.1     | Xia            | Main-x64          | Cinnamon, MATE, Xfce | Ubuntu 24.04 LTS Noble Numbat (solo cpu a 64 bit)    | Noble                             | 16/01/2025            | 2029              | LTS - kernel 6.8                       |
| versione | nome in codice | edizione          | ambiente desktop     | codice base                                          | versione di Ubuntu per repository | data di pubblicazione | fine del supporto | note                                   |

     versione obsoleta
     vecchia versione ancora supportata
     versione corrente
     versione futura

### Edizione basata su Debian (LMDE)
Rilasciata in origine il 7 settembre 2010, è basata sul ramo "stable" di Debian, ed il 24 dicembre 2010 è uscita anche la versione a 64 bit.
Il 20 marzo 2020 è stata rilasciata la versione 4 "Debbie" che fa uso della metafora desktop della edizione principale. Le migliorie introdotte in quest'ultima sono portate, quasi sempre contemporaneamente anche nell'edizione Debian.
Il fondatore del progetto ha chiarito, in tale occasione, come "...lo scopo sia quello di assicurare che Linux Mint possa continuare a garantire un’esperienza di utilizzo identica a quella di Cinnamon nell'ipotesi di scenari futuri in cui Linux Mint non possa (o desideri) affidarsi più a Ubuntu come base".
Al 2024 la versione corrente è la 6 "Faye". La cronologia completa delle versioni dell’edizione LMDE è disponibile nella pagina di dettaglio di tale edizione.